# Nonhle Mbuthuma

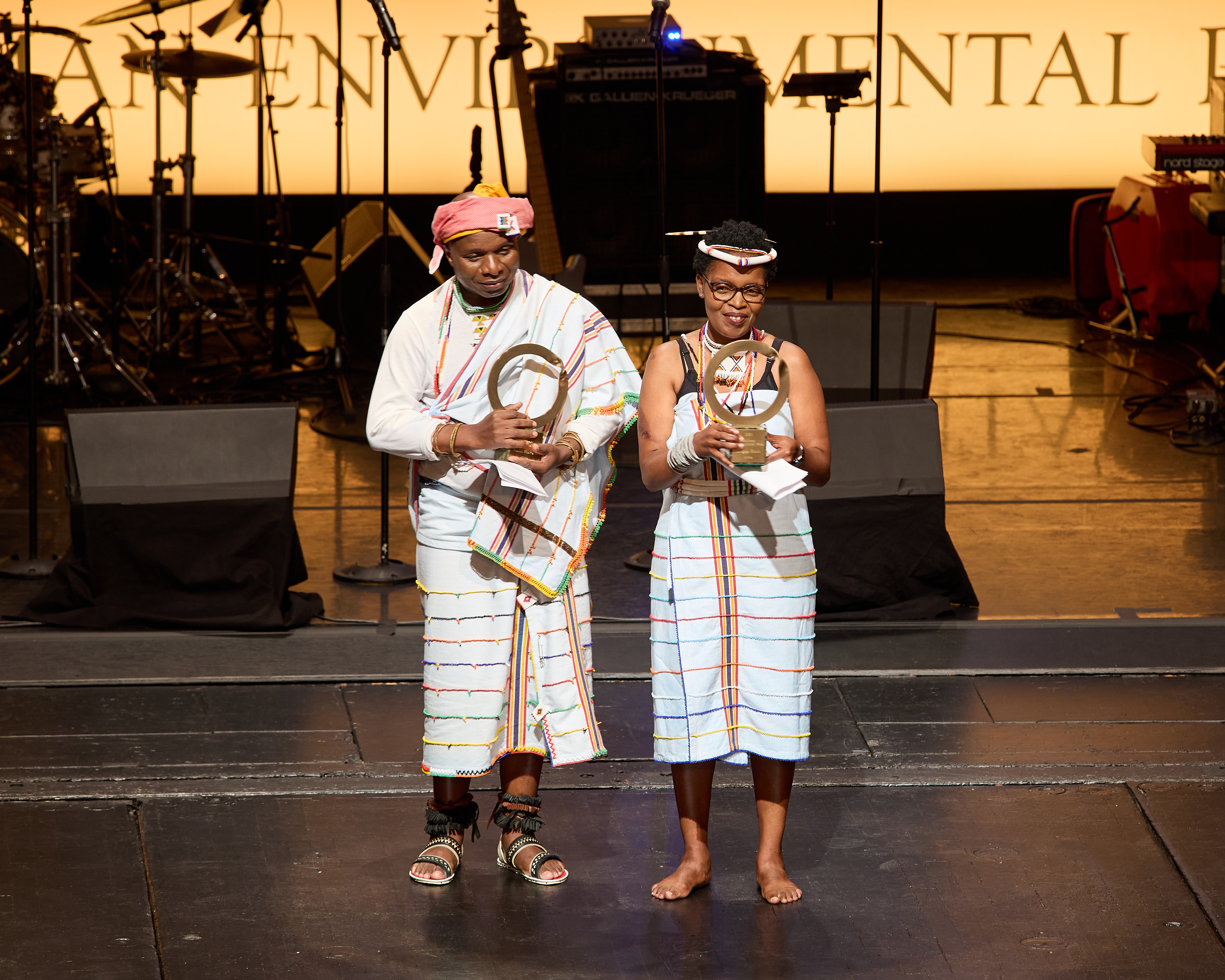
Nonhle Mbuthuma gemeinsam mit Sinegugu Zukulu bei der Preisverleihung des Goldman Environmental Prize 2024 in San Francisco

Nonhle Mbuthuma (* um 1979 in Xolobeni, Transkei) ist eine südafrikanische Aktivistin. Sie ist Mitbegründerin und seit 2016 Sprecherin des Amadiba Crisis Committee (ACC), das gegen den geplanten Abbau eines lokalen Titanmineralvorkommens durch das australische Bergbauunternehmen Mineral Commodities Ltd. (MRC) kämpft. Im November 2018 entschied die Gauteng Division of the High Court of South Africa in Pretoria gegen die Abbaupläne.

## Leben

### Herkunft
Nonhle Mbuthuma wuchs an der südafrikanischen Wild Coast auf. Ihre Eltern kultivierten Süßkartoffeln und Bananen auf eigenem Grund.
Die elterliche Farm befindet sich im Dorf Xolobeni nahe Bizana, die Region wird als Pondoland bezeichnet. Mbuthuma hat als Teenager in dieser Region als Fremdenführerin gearbeitet und den Besuchern insbesondere die ökologische Vielfalt des dort herrschenden sub-tropischen und moderaten Klimas und die Beobachtung der Wale nahegebracht. Die Initiative der Europäischen Union, den Öko-Tourismus weiter zu fördern, hat zumindest eine Zeitlang die Hoffnung auf eine weitere Entwicklung des sanften Tourismus als Einkommensmöglichkeit in der Region genährt.

### Aktivismus
Nonhle Mbuthuma ist Mitglied des 2007 gegründeten Amadiba Crisis Committee (ACC), das gegen ein Bergbauvorhaben des australischen Unternehmens Mineral Commodities Ltd. kämpft. Nachdem Langzeitpartner Sikhosiphi Rhadebe durch Personen, die sich als Polizisten ausgaben, mit Kopfschüssen ermordet wurde, übernahm Mbuthuma dessen Rolle als Vorsitzende. Dorfbewohner glaubten, dass Rhadebe aufgrund seines Widerstands gegen die Abbaupläne der Bergbaufirma ermordet worden war. Ermittlungen führten zu keinen Verhaftungen. Mindestens zehn weitere Menschen, die sich den Abbauplänen entgegenstellten, kamen auf unaufgeklärte Weise ums Leben. Lokalen Medien zufolge wurden sie unter anderem vergiftet. Beweise dafür, dass Landsleute, die vom Bergbau profitieren, hinter diesen Anschlägen stehen, gibt es nicht. Mbuthuma selbst entging knapp einem Anschlag und wechselt deshalb seither oft ihren Aufenthaltsort.
Bewohner aus dem Landesinneren freuten sich, dass ihr eigenes Land unberührt bleibt, sie neue Arbeitsplätze gewinnen und sich die Infrastruktur verbessern würde. Bewohner, die sich näher an der Küste befanden, waren dagegen. Sie befürchteten, ihre Farmen zu verlieren, Flüsse verseucht, wild lebende Tiere vertrieben und zukünftige Generationen zu einem elenden Leben in Townships gezwungen würden. Nonhle Mbuthuma vermutete Nachwirkungen der Apartheid. Zu dieser Zeit war Pondoland ein Gebiet mit schwarzer Stammesverwaltung, dies bedeutete politische Autonomie, aber ökonomische Benachteiligung. Mbuthuma nahm an, dass diese Situation der Diskriminierung und prekärer wirtschaftlicher Verhältnisse die Durchsetzung der Vorhaben begünstigen könne.
Mineral Commodities Ltd. (MRC, ursprünglich für Mineral Resource Commodities) ist ein global tätiges Erkundungs- und Bergbauunternehmen mit Sitz in Australien, dessen Unternehmenszweck in der Erschließung hochangereicherter Vorkommen von Industriemineralen und unedler Metalle sowie von mineralischem Schüttgut, Gold und Edelmetallressourcen liegt. Die Transworld Energy and Resources (SA) Pty Ltd. (TEM), eine Mehrheitsbeteiligung von MRC, erhielt 2008 mit dem lokalen BEE-Partner Xolobeni Empowerment Company (Xolco) eine bergrechtliche Genehmigung für das Xolobeni Mineral Sands Project zum Abbau von Schwerminerallagerstätten an der Küste von Pondoland. Diese behördliche Erlaubnis wurde später von der zuständigen Ministerin Susan Shabangu widerrufen. Nach Auffassung des Legal Resources Centre ist es nach dem National Environmental Management: Protected Areas Act 57 of 2003 nicht zulässig, in jeglichen Bereichen eines Meeresschutzgebietes Bergbau zu betreiben. Diese Rechtsauffassung hatte sich entgegen den Handlungsmöglichkeiten auf Basis des Mineral Resources Development Act durchgesetzt. Der spätere Bergbauminister Gwede Mantashe versuchte 2018 beide Positionen gegeneinander abzuwägen, indem er für ein anderes Verständnis warb, da das Vorhaben gut für die Entwicklung sei und der „kämpfenden Ökonomie“ des Landes helfen soll.
Das Unternehmen plante, in diesem Gebiet in einen Tagebau für die Gewinnung von Ilmenit und Rutil aus Küstensanden zu investieren. Diese mineralischen Rohstoffe werden für zahlreiche Produkte wie Laptop-Computer, Fahrräder, Uhren, Golfschläger, Bohrkronen usw. benötigt. Das Projekt zielte darauf ab, einen Jahresumsatz von 140 Mio. GBP für 22 Jahre benötigte Abbaurechte der Mine zu erzielen. Diese Vorhaben führten zu polarisierten Haltungen in der lokal ansässigen Amadiba-Gemeinschaft.

### Gerichtsverfahren
Zusammen mit weiteren Vertretern aus der Umgebung strengte das ACC ein Gerichtsverfahren vor dem High Court in Pretoria an. Dabei wurde argumentiert, dass der Tagebau die Lebensgrundlagen der Menschen und die Umwelt der Region zerstören würde. Im November 2018 ging der Prozess zu Gunsten des ACC aus.
Richterin Annali Basson berief sich auf ein Urteil des südafrikanischen Verfassungsgerichts, das die Verbundenheit zwischen dem Land und der afrikanischen Bevölkerung betonte. Das Gerichtsurteil sieht vor, dass das Bergbauministerium das Einverständnis der Bewohner einer Region einholen muss, bevor Bergbaulizenzen vergeben werden dürfen. Im Verlauf ihrer Aktivitäten war Mbuthuma massiven Bedrohungen ausgesetzt. Sie selbst steht auf einer „Todesliste“ und mehrere ihrer Mitstreiter wurden getötet. Diese Morde wurden nicht gerichtlich verfolgt.
Nach der Urteilsverkündung sagte Nonhle Mbuthuma zu der wartenden Menschenmenge: „Das ist ein Kampf für die Zukunft unserer Kinder […] Wenn wir unser Land verlieren, verlieren wir das Einzige, das uns unsere Vorfahren hinterlassen haben.“